# 基隆庁
基隆庁（きいるんちょう）は、日本統治時代の台湾の地方行政区分のひとつ。

## 地理
瑞芳、水返腳、金包里、頂双渓の4つの支庁および直轄区域を管轄した。

## 歴史

### 沿革
- 1901年（明治34年）11月 - 台北県から分立し成立する[1]。
- 1909年（明治42年）10月 - 基隆庁は廃止となり深坑庁の一部と共に台北庁に編入する[1]。

## 行政

### 歴代庁長
- 山名金明：1901年11月11日 - 1906年1月26日
- 横澤次郎：1906年1月26日 - 1908年5月23日
- 脇本彬：1908年5月23日 - 1908年8月3日
- 曽祢吉弥：1908年8月3日 - 1909年10月23日